# Орлафська волость
Орлафська волость — адміністративно-територіальна одиниця Херсонського повіту Херсонської губернії.
Станом на 1886 рік — складалася з 12 поселень, 12 сільських громад. Населення — 2274 особи (1190 осіб чоловічої статі та 1084 — жіночої), 411 дворових господарств.
|                    | Площа, десятин | У тому числі орної, дес. |
| ------------------ | -------------- | ------------------------ |
| Сільських громад   | 20434          | 10847                    |
| Казенної власності | —              | —                        |
| Іншої власності    | —              | —                        |
| Загалом            | 20434          | 10847                    |

Поселення волості:
- Тіге — колонія німців за 110 верст від повітового міста, 176 осіб, 27 дворів, лютеранський молитовний будинок, школа.
- Олександрфельд — колонія німців, 206 осіб, 40 дворів, школа.-->
- Алтонау — колонія німців, 151 особа, 34 двори, школа.
- Блюменорт — колонія німців, 214 осіб, 39 дворів, школа.
- Гнаденфельд — колонія німців при річці Інгулець, 145 осіб, 23 двори, школа.
- Мюстерберг — колонія німців при річці Інгулець, 201 особа, 31 двір, школа.
- Ніколайфельд — колонія німців, 165 осіб, 28 дворів, школа, лавка.
- Ново-Гальбштадт — колонія німців, 194 особи, 40 дворів, школа.
- Ново-Шензе — колонія німців, 211 осіб, 40 дворів, школа.
- Орлаф — колонія німців, 226 осіб, 40 дворів, школа.
- Розенорт — колонія німців при річці Інгулець, 166 осіб, 29 дворів, школа.
- Фріденфельд — колонія німців, 219 осіб, 40 дворів, школа.

7 (20) листопада 1917 року, відповідно до Третього Універсалу Української Центральної Ради, увійшла до складу Української Народної Республіки.